# 3339 Treshnikov
3339 Treshnikov este un asteroid din centura principală, descoperit pe 6 iunie 1978 de Antonín Mrkos.